# Кегель, Херберт
Хе́рберт Ке́гель (Herbert Kegel) (29 июля 1920, Дрезден — 20 ноября 1990, там же) — немецкий дирижёр, один из наиболее значительных в ГДР. Лауреат Национальной премии ГДР (1961).

## Очерк жизни и творчества
В 1935–1940 годах учился в Дрезденской консерватории у Д. фон Шёнберга (фортепиано), Б. Блахера (композиция, контрапункт) и А. Штира (хоровое дирижирование). Помимо учёбы в консерватории, брал в Дрездене уроки дирижирования у К. Бёма, который письменно засвидетельствовал «превосходный технический и музыкальный талант» ученика, а также его «техническое мастерство и уверенное выступление перед хором и оркестром».
Во время Второй мировой войны служил радистом в 56-й пехотной дивизии. Еще до войны Кегель активно занимался на фортепиано, но после тяжёлого ранения в левую руку о карьере пианиста пришлось забыть. После войны работал хормейстером и вторым дирижёром в Городском театре Ростока. В 1949 году переехал в Лейпциг, в том же году возглавил хор Лейпцигского радио (руководил им до 1978). В 1958–1978 годах — главный дирижёр Симфонического оркестра Лейпцигского радио, в 1977–1985 годах — главный дирижёр Дрезденского филармонического оркестра.
Гастролировал в странах Европы и в Японии. В 1961 году гастролировал в СССР. В программу концерта в БЗК 13 декабря (с оркестром Московской филармонии) вошла симфоническая поэма Р. Штрауса «Дон Кихот», где сольную партию виолончели блестяще исполнил Мстислав Ростропович.
Почётный профессор Лейпцигской консерватории (1975). В 1980-е годы вёл мастер-класс оркестрового дирижирования в Дрезденской консерватории. В 1988 году вместе с С. Одзавой и Г. Н. Рождественским вошёл в жюри Международного конкурса дирижёров в Токио. 20 ноября 1990 года после продолжительной депрессии покончил жизнь самоубийством.
В обеих Германиях Кегель слыл одним из ведущих интерпретаторов музыки Карла Орфа и в целом — пропагандистом современной музыки (XX века). Помимо всех кантат и двух опер Орфа, в его дискографии крупные сочинения П. Хиндемита (опера «Художник Матис»), А. Шёнберга («Песни Гурре», «Моисей и Арон»), А. Берга («Воццек», Скрипичный концерт), Р. Штрауса («Ариадна на Наксосе»), М. Теодоракиса (Седьмая симфония). Кегель также исполнял русскую и советскую музыку, он записал на пластинку «Картинки с выставки» и «Ночь на Лысой горе» М. П. Мусоргского, «Петю и волка» С. С. Прокофьева, 5-ю и 7-ю симфонии Д. Д. Шостаковича. Кегель впервые исполнил ряд произведений композиторов XX века, среди которых Э. В. Денисов, Х. Эйслер, У. Циммерман. Многие авангардные произведения с оркестром под руководством Кегеля впервые прозвучали в ГДР, в том числе симфония "Турангалила" О. Мессиана,  кантата «Уцелевший из Варшавы» А. Шёнберга,"Военный реквием" Б. Бриттена, "Эпитафия Лорке" Л. Ноно, "Dies irae" К. Пенедерецкого (1974), "Плот Медузы" Х. В. Хенце (1974).